# 8 Balivanich
Unter der Adresse 8 Balivanich auf der schottischen Hebrideninsel Benbecula befindet sich ein Cottage. 2019 wurde das Gebäude in die schottischen Denkmallisten in der Kategorie B aufgenommen.

## Geschichte
Historisch zählte Benbecula zum Herrschaftsbereich des Clan Ranald. Wie auch auf den umliegenden Inseln etablierten und förderten sie dort ab dem späten 18. Jahrhundert die kommerzielle Gewinnung und Verarbeitung von Kelp. Die Kelpindustrie kollabierte in der ersten Hälfte des 19. Jahrhunderts. Das vorliegende, aus dem frühen 19. Jahrhundert stammende Cottage liegt in einem ehemaligen Zentrum der Kelpindustrie und stand möglicherweise mit dieser in Verbindung.
Auf der ersten Karte der Ordnance Survey aus dem Jahre 1878 ist 8 Balivanich verzeichnet. Ein rückwärtig abgehender Baukörper, möglicherweise eine Scheune, wurde bis zur zweiten Auflage der Karte (erstellt 1901) in seiner Dimension reduziert, woraus ein Gebäude mit T-förmigem Grundriss resultierte. Vor 1968 wurde ein Vorbau ergänzt und der rückwärtige Baukörper wurde abgetragen. 2005 war der Dachstuhl des zwischenzeitlich ungenutzten Gebäudes eingebrochen. 2006 wurde das Cottage restauriert. Das Dach mit den beiden Kaminen wurde hierbei erneuert.

## Beschreibung
8 Balivanich steht abseits der B892, der Hauptverkehrsstraße Balivanichs. Es handelt sich um ein Cottage im traditionellen Stil einer Crofter-Behausung auf den Hebriden. Das eingeschossige, längliche Gebäude schließt mit einem strandhafergedeckten Walmdach mit offenem Dachstuhl. Ein Drahtnetz mit beschwerenden Steinen fixiert die Eindeckung. Der Dachstuhl liegt im North-Uist-typischen Stil auf der Außenseite des Mauerwerks auf, wobei die Stroheindeckung übersteht. Sein flaches, mächtiges, mit Kalk geweißtes Mauerwerk besteht aus Feldstein. Die Gebäudekanten sind nicht wie üblich gerundet ausgeführt. Die nordostexponierte Hauptfassade ist drei Achsen weit mit einer zentralen Türe. Das linke Fenster der rückwärtigen Fassade ist etwas größer dimensioniert als die übrigen. Von beiden Walmen ragen traufständige Kamine auf.
Es handelt sich um ein seltenes erhaltenes traditionelles strohgedecktes Cottage, wie es im 18. und 19. Jahrhundert auf den Hebriden und in den westlichen Highlands typisch war. 2016 wurde geschätzt, dass nur etwa 200 Gebäude dieses Bautyps in Schottland erhalten geblieben sind, davon 54 auf den Äußeren Hebriden.